# Carles Pérez
Carles Pérez Sayol (* 16. Februar 1998 in Granollers) ist ein spanischer Fußballspieler.Er steht ab Juli 2025 bei Aris Thessaloniki unter Vertrag.

## Karriere

### Verein
Pérez begann mit fünf Jahren bei Vilanova del Vallès nahe seinem Heimatort mit dem Fußballspielen. Er wechselte mit acht Jahren zu CF Damm. Über die Jugend von Espanyol Barcelona wechselte Pérez 2012 in die Jugend des FC Barcelona, bei dem er fortan alle Jugendmannschaften durchlief. Mit der A-Jugend (U19) spielte Pérez in den Spielzeiten 2015/16, 2016/17 und 2017/18 24-mal (11 Tore) in der UEFA Youth League, die der FC Barcelona 2018 gewann. Bereits im Oktober 2015 spielte Pérez als A-Junior einmal in der zweiten Mannschaft in der drittklassigen Segunda División B.
Zur Saison 2017/18 rückte Pérez fest in den Kader der zweiten Mannschaft. Er kam zu 27 Einsätzen in der Segunda División, in denen er 3 Tore erzielte. Am Saisonende stieg die zweite Mannschaft wieder in die Segunda División B ab. Auch in der Saison 2018/19 war Pérez Stammspieler in der zweiten Mannschaft, für die er 26 Drittligaeinsätze absolvierte, in denen er 9 Tore erzielte. Zudem debütierte er am letzten Spieltag unter dem Cheftrainer Ernesto Valverde in der ersten Mannschaft in der Primera División, wodurch er spanischer Meister wurde.
Aufgrund der verletzungsbedingten Ausfälle von Ousmane Dembélé, Lionel Messi und Luis Suárez rückte Pérez vor der Saison 2019/20 gemeinsam mit dem U19-Spieler Ansu Fati fest in die erste Mannschaft auf. Er kam im ersten Saisondrittel unter Valverde häufiger auch in der Startelf zum Einsatz und erzielte am 2. Spieltag seinen ersten Treffer in der Primera División. Zudem spielte er am letzten Gruppenspieltag einmal in der Champions League, wobei er ein Tor erzielte. Bis Ende Januar 2020 kam Pérez 11-mal (5-mal von Beginn) in der Primera División zum Einsatz und erzielte ein Tor. Für die zweite Mannschaft kam er im November lediglich noch einmal zum Einsatz.
Ende Januar 2020 wechselte Pérez in die italienische Serie A zur AS Rom. Offiziell wurde er zunächst für eine Leihgebühr in Höhe von einer Million Euro bis zum Ende der Saison 2019/20 ausgeliehen. Anschließend ist die AS Rom verpflichtet, für 11 Millionen Euro (plus Bonuszahlungen bis zu 4,5 Millionen Euro) die Transferrechte an Pérez zu erwerben und ihn bis zum 30. Juni 2024 unter Vertrag zu nehmen. Mit der AS Rom gewann er die Conference League 2021/22.
Im August 2022 wurde er bis zum Ende der Saison 2022/23 an den spanischen Erstligisten Celta Vigo verliehen.

### Nationalmannschaft
Carles Pérez hat bisher oftmals in den Jugendmannschaften der spanischen Auswahl gespielt. Als er mit der U16 begann, wurde er schnell zum Stammspieler im Sturm. Dabei erzielte er am 27. Juni das Tor zum 1:1-Unentschieden gegen den Turniergastgeber Aserbaidschan, sodass die Auswahl das Halbfinale des Präsidentenpokals.
Zwei Tage später war er wieder in der Startelf gegen Georgien und erzielte den ersten Treffer im Finale, das mit vielen Toren zugunsten Spaniens entschieden wurde.
Zudem hat Pérez auch schon von 2014 bis 2015 für die U17 gespielt und getroffen.
Am 6. September 2019 bestritt er in der UEFA U21 Championship sein erstes Spiel für die U21 beim 1:0 gegen Kasachstan, war in der Startelf und wurde in der 46. Minute durch Ferran Torres ersetzt.

## Spielweise
Pérez Spielweise wurde von den Medien mit jener von Arjen Robben verglichen. Auch ist Robben das Vorbild des jungen Spielers. Ähnlich wie Robben sei Pérez ein Fußballer mit viel Kraft und Schnelligkeit sowie einem guten Schuss. Weiterhin sei er nicht der typische Stürmer, der viel dribbelt und dabei Eins-gegen-eins-Situationen sucht, sondern bevorzugt den Ball an der rechten Seitenbahn kontrolliert, (wie Robben) nach innen zieht und von außerhalb des Strafraums mit einem Torschuss abschließt.

## Titel und Erfolge
- Spanischer Meister: 2019
- Youth-League-Sieger: 2018
- Conference League: 2021/22